# 조 슈스터
조지프 "조" 슈스터(영어: Joseph "Joe" Shuster, 1914년 7월 10일 ~ 1992년 7월 30일)은 캐나다 태생의 미국 만화가로, 친구였던 작가 제리 시걸와 함께 미국 최초의 슈퍼히어로로 통하는 캐릭터 슈퍼맨을 창조해내었다. 1992년 윌 아이스너 명예의 전당에, 1993년 잭 커비 명예의 전당에 이름을 올렸다.